# Jeg ville først finde sandheden
Jeg ville først finde sandheden er en dansk dokumentarfilm fra 1987, der er instrueret af Jon Bang Carlsen efter eget manuskript.

## Handling
Danskeren Ove Arup har siden 1924 boet i London, hvor han har opbygget et af verdens største rådgivende ingeniørfirmaer, der blandt andet står for opførelsen af Operahuset i Sydney og Pompidou-centret